# Roberto Silva (cantante)
Roberto Napoleão Silva (Río de Janeiro, 9 de abril de 1920 - Río de Janeiro, 9 de septiembre de 2012), más conocido como "O Principe do Samba", fue un cantante y compositor carioca.
El 9 de septiembre de 2012, a los 92 años, murió después de sufrir un derrame cerebral el 7 de septiembre.

## Discografía
1. Discos de carrera
- VOLTA POR CIMA - Universal Music - 2002

- A PERSONALIDADE DO SAMBA - Copacabana - 1979

- PROTESTO AO PROTESTO - Copacabana - 1978

- INTERPRETA HAROLDO LOBO, GERALDO PEREIRA E SEUS PARCEIROZ - Copacabana - 1976

- SAMBA DE MORRO - Copacabana - 1974

- SAUDADE EM FORMA DE SAMBA - Copacabana - 1973

- RECEITA DE SAMBA - Copacabana - 1969

- A HORA É A VOZ DO SAMBA - Copacabana - 1968

- O PRÍNCIPE DO SAMBA - Copacabana - 1965

- EU... O LUAR E A SERENATA N.º 2 - Copacabana - 1964

- O SAMBA É ROBERTO SILVA N.º 2 - Copacabana - 1963

- O SAMBA É ROBERTO SILVA - Copacabana - 1962

- DESCENDO O MORRO N.º 4 - Copacabana - 1961

- EU... O LUAR E A SERENATA - Copacabana - 1960

- DESCENDO O MORRO N.º 3 - Copacabana - 1960

- DESCENDO O MORRO N.º 2 - Copacabana - 1959

- DESCENDO O MORRO - Copacabana - 1958

2. Extras
- A MÚSICA BRASILEIRA DESTE SÉCULO POR SEUS AUTORES E INTÉRPRETES - ROBERTO SILVA - SESC - SP - 2000

- WILSON BATISTA, O SAMBA FOI SUA GLÓRIA - JOYCE e ROBERTO SILVA - Funarte - 1985

3. Recopilaciones
- ROBERTO SILVA CANTA ORLANDO SILVA - Marcus Pereira - 1997